# Sojoez TMA-09M
Sojoez TMA-09M (Russisch: Союз ТМА-09M) was een bemande ruimtevlucht naar het Internationaal Ruimtestation ISS. Ze werd gelanceerd op 28 mei 2013 met een Sojoez-TMA draagraket vanop Baikonoer Kosmodroom met aan boord drie bemanningsleden van de ISS Expeditie 36. De Sojoez koppelde reeds na minder dan zes uur aan het ISS, dankzij een nieuwe vluchtprocedure bedoeld om de tijd die de bemanning in de krappe capsule moet doorbrengen in te korten. Voorheen duurde de nadering tot het ISS ongeveer twee dagen. De versnelde procedure was voor het eerst toegepast bij de vorige lancering van een Sojoez, Sojoez TMA-08M.

## Bemanning
De bemanning van de Sojoez TMA-09M bestond uit:
- Fjodor Joertsjichin, bevelhebber ( Roskosmos, 4e ruimtevlucht)
- Karen Nyberg, vluchtingenieur 1 ( NASA, 2e)
- Luca Parmitano, vluchtingenieur 2 ( ESA, 1e)

Ze vervoegden aan boord van het ISS de bemanning van Sojoez TMA-08M: Pavel Vinogradov, Aleksandr Misoerkin en Christopher Cassidy, die sedert 29 maart 2013 in het ruimtestation verbleef. Nadat Sojoez TMA-08M op 10 september 2013 van het ISS was losgekoppeld en naar de aarde teruggekeerd, begonnen Joertsjikhin, Nyberg en Parmitano met ISS Expeditie 37.

## Terugkeer
Sojoez TMA-09M met de drie astronauten aan boord werd losgekoppeld van het ISS op 10 november 2013 om 2326 UTC. De capsule landde in Kazachstan op 11 november om 0249 UTC. Aan boord was de (gedoofde) olympische fakkel die tijdens haar tocht naar de Olympische Winterspelen 2014 in Sotsji kortstondig in de ruimte had verbleven. De bemanning van Sojoez TMA-11M had ze op 7 november naar het ISS gebracht.

## Reservebemanning
De reservebemanning bestond uit:
- Michail Tjoerin, bevelhebber (Roskosmos)
- Richard Mastracchio, vluchtingenieur 1 (NASA)
- Koichi Wakata (), vluchtingenieur 2 (JAXA)

TMA-1 · TMA-2 · TMA-3 · TMA-4 · TMA-5 · TMA-6 · TMA-7 · TMA-8 · TMA-9 · TMA-10 · TMA-11 · TMA-12 · TMA-13 · TMA-14 · TMA-15 · TMA-16 · TMA-17 · TMA-18 · TMA-19 · TMA-01M · TMA-20 · TMA-21 · TMA-02M · TMA-22 · TMA-03M · TMA-04M · TMA-05M · TMA-06M · TMA-07M · TMA-08M  · TMA-09M · TMA-10M · TMA-11M · TMA-12M · TMA-13M · TMA-14M · TMA-15M · TMA-16M · TMA-17M · TMA-18M · TMA-19M · TMA-20M